# Edward Eggleston

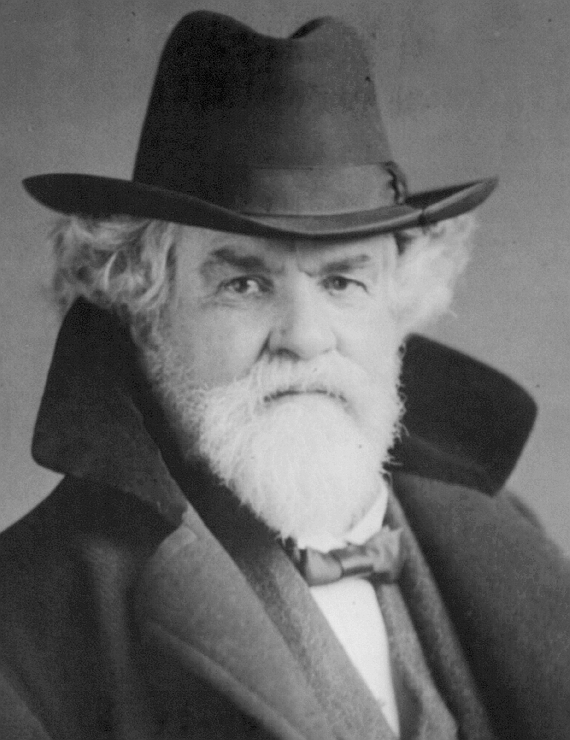
Edward Eggleston, 1902

Edward Eggleston (* 10. Dezember 1837 in Vevay (Indiana); † 3. September 1902 Joshua’s Rock (New York)) war ein US-amerikanischer Geistlicher und Schriftsteller. Er schrieb Erzählungen aus der Welt der amerikanischen Pioniere. 1871 veröffentlichte er sein Hauptwerk The Hoosier School Master, das 1877 unter dem Titel Der Schulmeister von Flat Creek auch im Deutschen Reich erschien.

## Leben und Wirken
Eggleston hatte als Kind eine eher kränkliche Konstitution, wodurch er die Schule nicht regelmäßig besuchen konnte. Stattdessen wurde er von seinem Vater unterrichtet. Dabei lag einerseits ein Schwerpunkt auf dem Lesen von Texten in verschiedenen Sprachen und andererseits Religion. Der Religionsunterricht wurde noch verstärkt, als sich seine Eltern zum Methodismus bekehrten, ein Unterricht, der nach dem Tod seines Vaters durch seinen Stiefvater, einen Methodistenprediger, fortgesetzt wurde. 1856 wurde Eggleston selbst als methodistischer Geistlicher ordiniert. Er diente zunächst als Bezirksreiter (circuit rider). Bei seiner Hochzeit mit Lizzie Snyder 1858 war er Prediger in verschiedenen Kirchen Minnesotas. Aus der Ehe gingen vier Kinder hervor. Ab 1866 schrieb Eggleston für verschiedene Sonntagsschul- und Jugendzeitschriften. 1870 wurde er Redakteur des Independent in New York. 1874 brach er mit dem Methodismus und gründete in Brooklyn die Kirche Church of Christian Endeavor, deren Pastor er bis 1879 war.
Seine Karriere als Autor hatte zunächst mit journalistischen Beiträgen begonnen. Seine realitätsnahe Darstellung des Lebens im ländlichen Indiana in The Hoosier School-Master, eine Publikation, die bereits bei Erscheinen als Fortsetzungsgeschichte im House and Home positive Reaktionen hervorgerufen hatte, und 1871 als Buch veröffentlicht wurde, wurde zu einem Vorreiter für Literatur mit Lokalbezug, die in den folgenden drei Jahrzehnten in Amerika sehr beliebt wurde. In diesem Roman verarbeitete Eggleston Erlebnisse seines Bruders George. Auch seine anderen Werke enthalten häufig autobiographische Elemente. So verarbeitete er seine Erlebnisse als junger Methodistenprediger in dem Roman The Circuit Rider.
Zu Egglestons Werken zählen neben Romanen und Jugendromanen auch zwei Bände zur amerikanischen Geschichte: The Beginners of a Nation (1896) und The Transit of Civilisation (1901).
1891 heiratete Eggleston ein zweites Mal. Die letzten Jahre seines Lebens waren von Krankheit gezeichnet. 1899 erlitt er einen ersten Schlaganfall, der ihn teilweise gelähmt zurückließ. Er starb am 3. September 1902 an den Folgen eines zweiten Schlaganfalls in Joshua’s Rock am Lake George im Bundesstaat New York.
Seit 1898 war er Mitglied der American Academy of Arts and Letters.

## Werke
- The Hoosier School Master. 1871
- The Mystery of Metropolisville. O. Judd, New York 1873
- The Circuit Rider: A Tale of the Heroic Age. Scribner’s, New York 1878
- The Graysons: A Story of Illinois. Century, New York 1888
- The Hoosier School-Boy. Scribner, New York 1890
- The Faith Doctor: A Story of New York. Appleton, New York 1891
- Duffels. Appleton, New York 1893